# Luis Menéndez Pidal
Luis Menéndez Pidal (Lena, 8 agosto 1861 – Madrid, 7 febbraio 1932) è stato un pittore e decoratore spagnolo.

## Biografia
Suo padre, Juan Menéndez Fernández, era un magistrato. I suoi fratelli, Juan e Ramón, divennero famosi storici e scrittori. 

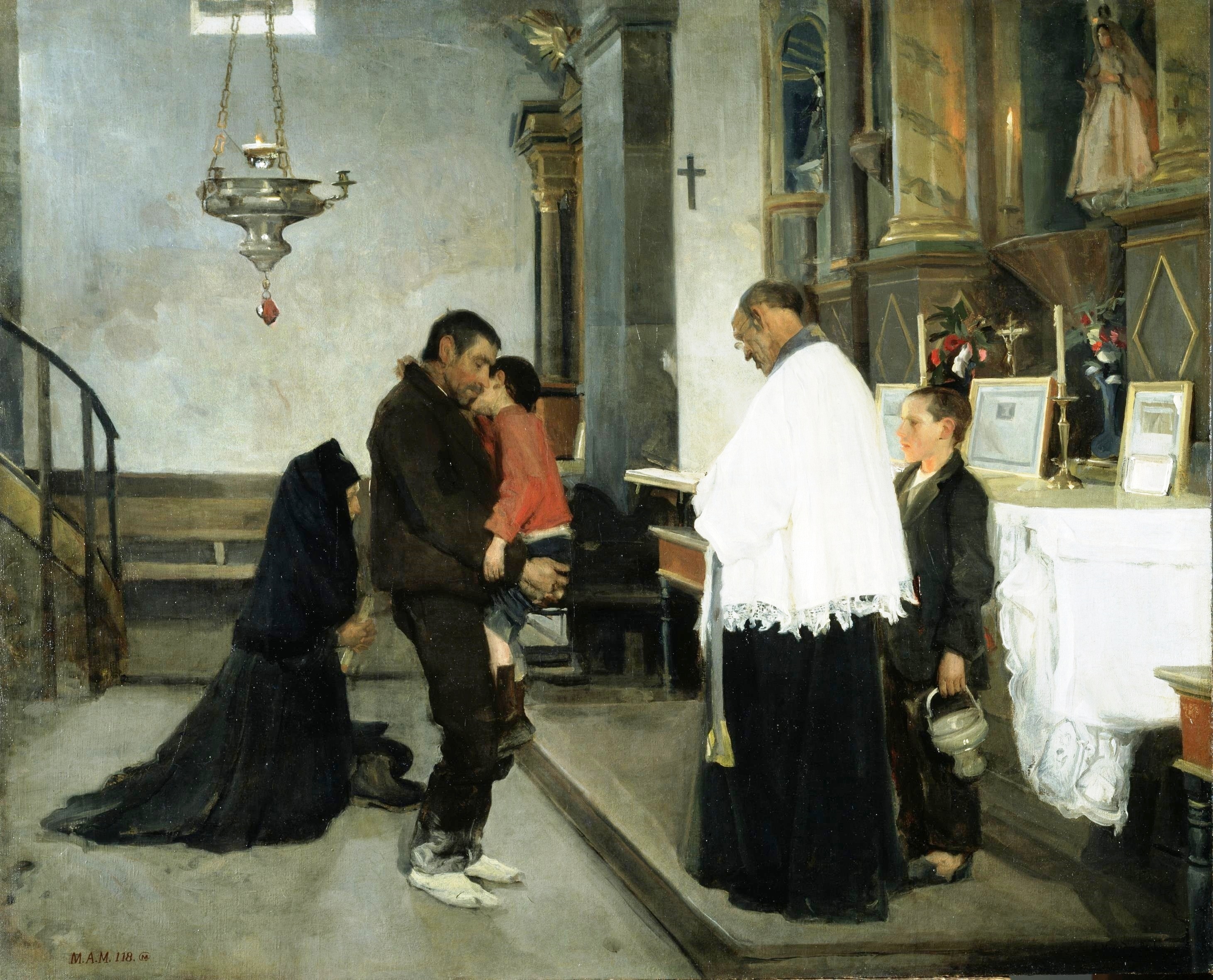
Salus infirmorum (1896)

Durante la sua infanzia, la sua famiglia si trasferì frequentemente per un requisito della professione di suo padre. Anche se voleva essere un pittore, suo padre insistette perché studiasse legge e si laureò all'Università di Oviedo nel 1884. Durante questo periodo, prese anche lezioni alla "Escuela de Bellas Artes de San Salvador" e, nel 1885, si iscrisse alla "Escuela Superior de Pintura" (un ramo della Real Academia de Bellas Artes de San Fernando) a Madrid, dove ha studiato con Alejandro Ferrant. Grazie a una borsa di studio, fu in grado di continuare i suoi studi in Italia, dove ha lavorato con José Villegas Cordero e Francisco Pradilla a Roma, poi ha trascorso un po' di tempo a Firenze presso l'Accademia Ussi.
Ritornò in Spagna nel 1888. Alla Mostra Nazionale delle Belle Arti del 1890, gli fu assegnata una medaglia di seconda classe per il suo dipinto intitolato "A buen juez, mejor testigo" (Un buon giudice è il miglior testimone) e alcune delle sue opere furono acquistate dalla Reggente, Maria Cristina. Nel 1892, fu sposato e si stabilì definitivamente a Madrid. Nel 1892 e nel 1899, ottenne medaglie di prima classe per "La cuna vacía" (La culla vuota) e "Salus infirmorun" (Salvezza degli ammalati), rispettivamente. Fu nominato professore alla "Escuela Superior de Artes Industriales" nel 1900. L'anno seguente, si trasferì alla "Escuela de Artes y Oficios Artísticos", responsabile della pittura decorativa. Nel 1907, aiutò a organizzare la stanza dedicata a Diego Velázquez al Museo del Prado e succedette alla cattedra di disegno all'Accademia di San Fernando, una posizione che ha ricoperto fino all'età di settant'anni. Morì pochi mesi dopo. Suo figlio, Luis Menéndez Pidal y Álvarez, è stato architetto e restauratore di edifici.